# Frederiksborgi

## Leírás
Származási helye Dánia. Dánia volt a szép, gyors mozgású katonalovak fő beszerzési helyszíne a 16. században, melyek a frederiksborgi nevet kapták, a II. Frigyes dán király által alapított ménes után. Ez volt a Dán Királyi Udvari Ménes. Ebből a ménesből került ki a lipicai törzs egyik alapítója is a 18. században.

## Tenyésztés
Alapja spanyol, illetve nápolyi lovak voltak, majd később keresztezték őket angol, és keleti ménekkel. Az eredmény egy szép, jó mozgású, jól lovagolható, rendkívül erős ló. Ezt a fajtát gyakorta alkalmazták más fajták javítására, melynek következtében, a sokszori kivitel miatt az állomány megritkult. Manapság már csak néhány van belőlük.

## Tulajdonságok
Feje egyszerű, de intelligens benyomást keltő, a nyaka rövidebb, a mar lapos, ami a fogatlovak jellegzetessége. A törzs hosszúsága és a lapockák meredeksége erőteljes mozgást ad a lónak. Marmagassága körülbelül 160 cm.

## Képek

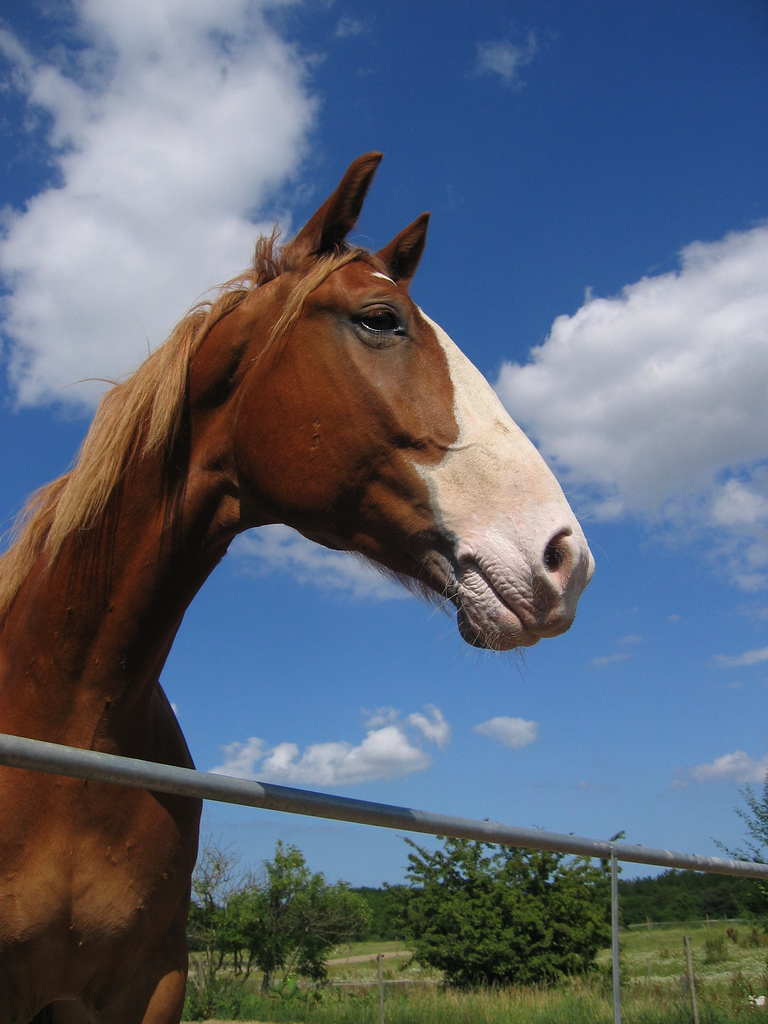